# 松岡健介
松岡 健介（まつおか けんすけ、1978年5月11日 - ）は、兵庫県養父市（旧 大屋町）出身の競輪選手。日本競輪選手会兵庫支部所属。日本競輪学校（当時。以下、競輪学校）第87期生。師匠は西尾泰照（71期）。

## 来歴
川崎医療福祉大学出身。剣道三段、柔道初段の資格を有する。競輪学校は適性試験で受験し合格。同校在校競走成績は11位（27勝）。
2002年8月16日、大津びわこ競輪場でデビューし初勝利を挙げた。
2012年2月26日、花月園メモリアル（GIII、小田原競輪場）でグレードレース初優勝を4連勝での完全優勝を果たす。
2013年、サマーナイトフェスティバル（いわき平競輪場） 7位。
2014年、全日本選抜競輪（高松競輪場）において初のGI決勝進出を果たし2位。
2021年5月、日本選手権競輪（京王閣競輪場）において7年ぶりに決勝進出。